# 隆巴尔多雷
隆巴尔多雷（義大利語：Lombardore），是意大利都灵省的一个市镇。总面积12平方公里，人口1657人，人口密度138.1人/平方公里（2009年）。ISTAT代码为001135。

## 友好城市
- 巴西卡斯卡